# 布雷茨费尔德
布雷茨费尔德（德語：Bretzfeld，發音：[ˈbʁɛtsfɛlt]）是德国巴登-符腾堡州斯图加特行政区霍恩洛厄县的市镇，面积64.68平方千米，2023年12月31日人口为12,645人。